# Fat Larry's Band
Fat Larry's Band est un groupe américain de rhythm and blues et de funk connu pour leur single Act Like You Know sorti en 1981.
Ce single a également servi en 2002 en tant que musique de la radio Fever 105 dans le jeu vidéo Grand Theft Auto: Vice City.

## Membres du groupe
Ce groupe est composé de :
- Larry James ;
- Jimmy Lee ;
- John Bonnie ;
- Daryl Burgee ;
- Arthur Capehart ;
- Douglas Jones ;
- Larry LaBes ;
- Erskine Williams ;
- Terry Price Alfonzo Smith ;
- Ted Cohen.

## Divers
- Producteurs : Larry James, Vincent Montana, Jr., Alan Rubens, Steven Bernstein, Bruce Gable, Erskine Williams
- Dans la Chanson Act Like You Know, laquelle a contribué à la renommée du groupe, la ligne musicale jouée par la basse a été empruntée à la chanson Help is On The Way de The Whatnauts
- Fat Larry's Band travaille avec : Dirk Devlin, Jim Gallagher, Ronnie James, Arthur Stoppe, Darrell Grant, Chestine Murph, David Willardson (dessinateur de Disney pour la pochette Feel It).

## Discographie

### Compilations
- Best Of The Fat Larry Band (Fantasy / Hot Productions) 1979
- Fat Larry's Band - Greatest Hits (Fantasy) 1995
- Close Encounters Of A Funky Kind (Southbound) 1995
- Zoom 1982